# Valkyria Chronicles
Valkyria Chronicles (jap. 戦場のヴァルキュリア, Senjō no Varukyuria, deutsch etwa „Valkyria des Schlachtfelds“) ist ein Strategie-Rollenspiel, das von Sega exklusiv für die PlayStation 3 entwickelt wurde. Das Spiel erschien am 24. April 2008 in Japan und am 31. Oktober 2008 in Europa. Seit November 2014 ist außerdem eine Fassung für Microsoft Windows verfügbar. Die Fortsetzungen, Valkyria Chronicles 2 und Valkyria Chronicles 3, erschienen für die PlayStation Portable. Im Jahr 2018 erschien Valkyria Chronicles 4 für PlayStation 4, Xbox One, Nintendo Switch und Microsoft Windows.

## Spielmechanik
Valkyria Chronicles benutzt erstmals ein neu entwickeltes rundenbasiertes Kampfsystem namens „Blitz“, bei dem zwischen drei Modi gewechselt wird. Der Spieler startet im so genannten Kommandomodus. Von dort aus wählt er eine individuelle Einheit, die er dann im Actionmodus steuert. Vom Actionmodus aus kann der Spieler in den Zielmodus wechseln, um zu attackieren. Ist er fertig, kann er zurück in den Kommandomodus und die nächste Einheit auswählen.
Im Kommandomodus braucht man Kommandopunkte, um Einheiten auszuwählen. Sind sie verbraucht, muss der Spieler seinen Zug beenden und der Gegner ist an der Reihe. Zu Beginn der eigenen Runde erhält die jeweilige Partei eine bestimmte Anzahl neuer Kommandopunkte. Der eigene Zug kann frühzeitig beendet werden, wobei die verbleibenden Kommandopunkte in den nächsten Zug übernommen werden. Es können jedoch nicht mehr als 20 Kommandopunkte angesammelt werden.
Im Actionmodus laufen Bewegungen und andere Aktionen in Echtzeit ab, sind aber limitiert durch AP (Aktionspunkte), die je nach ausgewählter Einheit in ihrer Anzahl variieren. Es ist möglich, im Kommandomodus eine in der gleichen Runde zuvor schon gewählte Einheit nochmal auszuwählen, sie hat dann jedoch weniger Aktionspunkte als im vorherigen Zug (100 % bei der ersten Auswahl, 66 % bei der zweiten, dann 33 % und danach bei allen weiteren Aktionen ein konstant bleibendes Minimum an Aktionspunkten).
Vom in Echtzeit ablaufenden Actionmodus kann der Spieler einmal pro Aktion in den Zielmodus wechseln. Dort kann die Figur nicht mehr bewegt werden, man verlässt allerdings auch den Echtzeitteil, so dass der Spieler in Ruhe zielen und schießen kann. Überlebt der Gegner, so schießt er zurück.
Danach wechselt das Spiel zurück in den Actionmodus. Die Figur kann dann zwar nicht mehr schießen, kann aber noch bewegt werden, sofern dafür noch Aktionspunkte übrig sind. Wenn alle Aktionspunkte verbraucht sind und die Figur angegriffen hat, bleibt nur die Möglichkeit, zurück in den Kommandomodus zu wechseln. Es kann jedoch auch frühzeitig zurück gewechselt werden, z. B. wenn eine Figur nur angreifen, sich aber nicht von ihrer Position weg bewegen soll.
Jeder Charakter im Spiel erfüllt eine spezifische Rolle. Z. B. ist Alicia eine Späherin, bewaffnet mit einem Gewehr, während Welkin einen Panzer kommandiert. Es gibt eine Vielzahl von weiteren Funktionen, wie die Anti-Panzer-Einheit, Scharfschützen, Mörser-Einheiten, Sturmtruppen und Mechaniker. Die verschiedenen Einheiten arbeiten nach den Stein-Schere-Papier-Prinzip. Die Fußsoldaten sind effektiv gegen langsame Gegner wie die Anti-Panzer-Einheit. Diese sind erfolgreich gegen Panzer, die wiederum die Fußsoldaten wirkungsvoll ausschalten. Mit Erfüllen der Missionen erhält der Spieler neue Rekruten und kann die Ausrüstung und Einheiten verbessern.
Im Kampf ist die Umwelt ebenfalls ein wichtiger Faktor. In einer städtischen Umgebung z. B. können Scharfschützen auf Dächern platziert werden und Gegner effektiv ausschalten. Panzer können Hindernisse aus dem Weg räumen, um neue Wege frei zu machen, und die Gebäude in der Umgebung bieten guten Schutz vor gegnerischen Salven. Auch eine ländliche Umgebung hat ihre Vorteile wie erhöhtes Gras, das ein gutes Versteck bietet und in dem Feinde überrascht und geschickt ausgeschaltet werden können.
Während die gallische Truppe über das Feld marschiert, können Kontrollpunkte eingenommen werden, die einen taktischen Vorteil bieten und die Möglichkeit geben, Verstärkung anzufordern. Zudem kann der Spieler als Kommandant Welkin verschiedene Befehle geben, welche z. B. die Moral der Truppe erhöhen oder Artillerieunterstützung anfordern.

## Handlung
Im Jahre 1935 EC wird der Kontinent Europa von zwei Supermächten dominiert: der autokratischen osteuropäischen Imperialen Allianz und einer Nationengemeinschaft von lose verbündeten demokratischen Staaten, bekannt als Atlantische Föderation, im Westen. Die Wirtschaft beider Mächte ist abhängig von dem kostbaren Mineral Ragnit. Die wachsende Verknappung des Rohstoffs führt zu einem aggressiven Einfall der Allianz über die Ostgrenze der Föderation und entfacht den Zweiten Europäischen Krieg. Die Föderation ist der militärischen Überlegenheit der Allianz nicht gewachsen und in die Defensive gedrängt. Ermutigt durch ihren erfolgreichen und schnellen Vormarsch entschließt das Imperium sich, eine zweite Frontlinie zu bilden: sie fallen in das neutrale Fürstentum Gallia ein, einen kleinen Landstrich im Norden Europas.
Als imperiale Kräfte die gallische Grenzstadt Bruhl attackieren, kämpft Welkin Gunther, Sohn des verstorbenen Generals Belgen Gunther, zusammen mit Alicia Melchiott, der Befehlshaberin der Stadtwache, um sein Leben. Zusammen mit Welkins adoptierter Schwester Isara flüchten die drei in die Hauptstadt Randgriz und schließen sich dort der Miliz an. Welkin erhält den Dienstgrad eines Leutnants und wird beauftragt, mit Alicia, als seiner Unteroffizierin, als Kommandant das Squad 7 zu befehligen.
Die Mitglieder des Squad 7 stellen zu Beginn Welkins Fähigkeiten und Eignung als ihr Kommandant in Frage, da er über keinerlei Kampferfahrung verfügt. Trotzdem gelingt es Welkin innerhalb kürzester Zeit, mit seinen genialen taktischen Ideen, sie von seinem Können zu überzeugen und ihr Vertrauen und ihre Loyalität zu gewinnen. Zudem kommen sich Welkin und Alicia schon bald näher.
Nachdem Squad 7 erfolgreich gegen die Imperiale Streitmacht vorgeht, schickt der Kronprinz Maximilian seinen loyalsten Kommandeur, Selvaria Bles, um den Widerstand ein für alle Mal zu beenden. Selvaria nutzt ihre übermenschlichen magischen Kräfte der Valkyria und dezimiert so die gallische Armee innerhalb kürzester Zeit. Faldio erschießt Alicia, um ihre eigenen versteckten Valkyria-Kräfte zu erwecken, und diese kann Selvaria lange genug aufhalten, um der gallischen Armee den Vormarsch zur Grenze zu ermöglichen. Selvaria begeht Suizid bei der Verteidigung der Ghirlandaio Festung und tötet dabei den gallischen Kommandanten, verschont jedoch Squad 7.
Maximilian greift zur ultimativen Waffe, einem Landschlachtschiff, genannt die Marmota, um durch die Verteidigung Galliens zu brechen und eine gigantische Valkyria Lanze zu stehlen, die im Schloss Rangriz liegt. Die Prinzessin gibt sich als Darcsen zu erkennen: Die Valkyria schrieben die Geschichte um, um sich selbst zu Helden zu machen, während ein verbündeter Darcsen-Stamm Randgriz als Ausbeute erhielt. Mit Alicias Hilfe kann Squad 7 in die Marmota einsteigen, ihre Maschinen zerstören und Maximilian besiegen. Alicia und Welkin kehren danach nach Bruhl zurück, wo sie heiraten und ein Kind aufziehen.

## Charaktere
Squad 7
- Welkin Gunther – Die Hauptperson des Spiels. Vor der Invasion des Imperiums war er ein 22-jähriger Universitätsstudent. Nachdem er der Miliz beitritt, verdient er sich durch seine Intelligenz und Entschlossenheit die Position des Kommandanten von Squad 7. Als Hauptfach studiert er Tiersoziologie. Dieses Wissen über die Flora und Fauna von Gallia nutzt er als Basis für seine militärischen Strategien. Isaras Tod stürzt ihn in eine Krise und erst Alicia kann ihn dort wieder hinaus bringen. Zusammen mit Alicia stellt er sich Maximilian entgegen und besiegt ihn. Er gesteht ihr seine Liebe und sie kehren nach Bruhl zurück, um dort gemeinsam zu leben.

- Alicia Melchiott – Ist neben Welkin die Heldin der Geschichte. Ein 19-jähriges Mädchen, das sich wünscht, eine erfolgreiche Bäckerin zu werden. Alicia wird Soldatin, nachdem sie in das Chaos der imperialen Invasion hineingezogen wird. Rechtschaffen und verlässlich liebt sie es, anderen zu helfen, und beginnt Welkin lieb zu gewinnen. Sie kümmert sich auch um Hans, ein Schwein mit Flügeln, das zum Ehrenmitglied von Squad 7 erkoren wurde. Außerdem besitzt sie die Kräfte einer Valkyria, was sich aber erst später zeigt. Sie wird zur neuen Geheimwaffe Galliens und kann in der Schlacht um das Hauptquartier der imperialen Besatzungsmacht in Gallien Selvaria die Stirn bieten. Sie wird von der anschließenden Explosion scheinbar getötet, kehrt dann aber zurück nach Randgriz um Maximilian zu besiegen. Das gelingt ihr auch. Welkin gesteht ihr seine Liebe und sie kehren nach Bruhl zurück, um dort gemeinsam zu leben.

- Isara Gunther – Welkin's 16-jährige adoptierte Schwester, die sich fürsorglich um ihre Kameraden kümmert. Sie wurde als junges Mädchen von den Gunthers aufgenommen. Sie fährt und pflegt den einzigartigen Panzer Edelweiss, den ihr biologischer Vater im Ersten Europäischen Krieg konstruiert hat, der aber zu teuer für die Massenproduktion war. Sie kommt ganz nach ihrem Vater und ist ein wahres Wunderkind, wenn es um Mechanik geht. Isara wird in einer Schlacht von einem Scharfschützen getötet, kurz nachdem sie sich mit Rosie versöhnt hatte. Ihr Tod stürzt Welkin in eine emotionale Krise. Der Schal, den sie immer trägt, weist sie als Darcsen aus. Eine Rasse, die bestraft wird für die Taten ihrer Vorfahren, die fast den gesamten Kontinent zerstörten.

- Brigitte "Rosie" Stark – Die 27-jährige Brigitte war früher Sängerin in einer Bar. Ihren Künstlernamen Rosie trägt sie noch immer. Als ein Kernmitglied von Squad 7 gehört sie zu den Schocktroopern (Infanterie mit Maschinengewehren). Auch wenn sie oft als herrisch oder überheblich wahrgenommen wird, ist sie eine fähige Soldatin, deren rauer Ton andere im Kampf motiviert. Ihre Vorurteile gegen Darcsens führen häufig zum Streit mit Isara und Zaka. Diese kann sie jedoch im Verlauf der Handlung beilegen. Am Ende verlässt sie die Miliz mit Zaka.

- Largo Potter – Ein ruppiger, 36-jähriger ehemaliger Unteroffizier im Ersten Europäischen Krieg und Squad 7's erster Anti-Panzer Lancer. Trotz vorbildhaftem Dienst lehnt er mehrfach eine Beförderung ab und bleibt an vorderster Front. Auf dem Schlachtfeld schätzt er Erfahrung über allem anderem, aber beginnt Welkin zu schätzen, nachdem sich dessen Strategien als erfolgreich herausstellen.
Hinter der harten Schale versteckt er eine Leidenschaft für Gemüse. Denn seine Kindheit verbrachte er auf der Farm seines Vaters. Er hat außerdem eine Vergangenheit Kommandant Varrot. Er und sein bester Freund waren beide in sie verliebt. Bevor sie sich jedoch entscheiden konnte, wurde Largos Freund getötet. Er verbleibt, am Ende der Handlung, zusammen mit Kommandant Varrot in der Miliz.

- Zaka – Der lokale Anführer der Darcsens wurde in einem imperialen Arbeitslager festgehalten, in dem er und seine Leute gezwungen wurden, in den gefährlichen Ragnitminen und Fabriken unter brutalen Arbeitsbedingungen zu arbeiten, die ihnen durch Gregor aufgezwungen wurden. Der 33-Jährige ist Squad 7 bei ihrem Angriff auf Fouzen als Insiderkontakt behilflich. Nachdem er der Gruppe kurz nach dem Kampf beitritt, kommandiert er den Shamrock, eine individualisierte Version des Hauptkampfpanzer Galliens. Hinter seiner gelassenen Art verbirgt er die Auswirkungen der Unterdrückung, die er sein ganzes Leben lang erleben musste.

- Susie Evans – Sie ist die Tochter eines Reichen Firmeninhabers und stammt wie Alicia aus Bruhl und ist genauso wie sie eine Späherin. Susie ist sehr sensibel und fängt oft an zu weinen oder fällt in Ohnmacht.

- Edy Nelson – Ein etwas dickköpfiges und sehr lebhaftes Mitglied von Squad 7. Sie ist in Homer verliebt. Zudem hat sie noch ein ausgeprägtes Selbstbewusstsein. Sie ist genauso wie Rosie ein Schocktrooper.

- Homer Pieroni – Ist ein eher schüchterner Junge und in Edy verliebt. Er ist ein Mechaniker.

- Emile und Oscar Bielert – Zusammen stellen sie oft Unsinn an, wobei Oscar meisten das Sagen hat, da er der ältere der beiden Brüder ist, und Emile eine schwache Gesundheit hat. Oscar beschützt seinen gutmütigen Bruder deshalb. Beide sind Scharfschützen. Emile wird in der Schlacht von Randgriz verwundet.

- Jann Walker – Er ist schwul und trägt pinken Lippenstift, was er dadurch nicht zu verbergen versucht. Außerdem ist er ein herausragender Anti-Panzer-Schütze.

- Klaus Landsatt – Ein eher schüchterner und zurückhaltender Bursche, doch wenn es darauf ankommt, ist er ein hilfreicher und durchaus geschickter Mechaniker.

- Aisha Neumann – Die mit Abstand Jüngste in Squad 7 und Schocktrooper. Doch obwohl sie erst 14 Jahre alt ist, wurde bei ihr eine Ausnahme gemacht, da ihre Fähigkeiten überzeugen konnten. Dementsprechend ist sie auch reifer als andere Kinder in ihrem Alter, wobei eine gewisse Kindlichkeit nicht zu übersehen ist.

- Marina Wulfstan – Unter ihren Kameraden sticht sie besonders durch ihre reservierte Art heraus, die sie aber bei dem geflügelten Schwein Hans fallen lässt, da sie eine besondere Beziehung zu ihm aufbaut. Zudem ist das wortkarge Mädchen eine ausgezeichnete Scharfschützin und Fallenstellerin.

Squad 1
- Faldio Landzaat – Einer von Welkins früheren Klassenkameraden, der Archäologie studierte und nun als Panzerkommandant von Galliens Squad 1 agiert. Nach der Untersuchung von durch Valkyria gebauten Wüstenruinen, ist sein Interesse an der Geschichte der Valkyria und dem Unglück der Darcsen geweckt. Dieses Interesse wandelt sich langsam zu Besessenheit, während er verzweifelt nach einem Hilfsmittel sucht, mit dem der Krieg gewonnen werden kann. Er wird durch den Tod seines gesamten Squad sehr traumatisiert und dadurch noch mehr besessen von den Kräften der Valkyria. Dies geht dann sogar so weit, dass er Alicia anschießt um ihre Kräfte zu wecken. Er stirbt in der Schlacht von Randgriz, als er Maximilian daran hindert, durch seine Selbstzerstörung eine große Verwüstung anzurichten. Es stürzt sich daraufhin mit ihm in den Tod.

- Ramal Valt – Ramal hegt enorme Bewunderung für seinen Kommandanten Faldio und mag es deshalb gar nicht wenn er mit den Taugenichtsen aus Squad 7 zusammen ist. Einzig und allein Isara, die er anfangs ebenso wenig gemocht hat, scheint seine Blicke auf sich zu ziehen, was er erst abstreitet, dann aber ziemlich deutlich wird. Ramal und der Rest von Squad 1 wird von Selvarina getötet. Er schafft es jedoch im letzten Moment Faldio in einen Graben zu stoßen. Damit rettet Ramal ihm das Leben. Faldio wird dadurch aber stark traumatisiert, was dann dazu führt, dass er Alicia anschießt.

Sonstige
- Eleanor Varrot – Eleanor, eine kühle und gefasste Frau, ist der Hauptmann von Galliens Miliz und Welkins direkte Vorgesetzte. Sie ist eine Veteranin aus dem ersten Krieg, wo sie neben Largo als Scharfschützin gedient hat. Eleanor ist mit Squad 7 tief verbunden und stellt ihr Wohlbefinden sicher. Sie verkehrt oft mit General Damon, der auf die Soldaten der Miliz herabsieht und sie als unqualifiziert einstuft.

Zivilisten
- Irene Ellet – Irene ist eine 25-jährige Reporterin und Korrespondentin der Radio Station GBS und immer auf der Suche nach der nächsten Sensationsnachricht. Zum Ausbruch des „Zweiten Europäischen Krieges“ sammelt Ellet Information für beide Kriegsseiten. Nach der Invasion Galliens jedoch, hängt sie sich, als Kriegskorrespondentin für die Miliz, an Squad 7 um die unzensierte Wahrheit ans Licht zu bringen.

Adlige
- Cordelia di Randgriz (gesprochen von Mamiko Noto) – Cordelia ist die 16-jährige Prinzessin von Gallien und Teil der königlichen Familie Randgriz, deren Erbgut Spuren der mysteriösen Valkyria aufweist. Nachdem ihre Eltern starben bestieg sie den Thron, wurde jedoch, aufgrund ihres jungen Alters, nicht gekrönt. Wegen ihrer zurückhaltenden Art, überträgt sie die meisten staatlichen Angelegenheiten ihrem Premierminister. Nach einem vereitelten Entführungsversuch, verändert sich jedoch ihr Auftreten und sie wird eine selbstsicherere Anführerin und später stellt sich heraus, dass sie eine Darcsen ist und nicht die Nachfahrin der Valkyria.

- Maurits von Borg – Als Galliens Premierminister ist er es, der die Macht handhabt und als Regent agiert, während Cordelia auf eine Symbolfigur reduziert wird. Indem er seinen Einfluss nutzt, versucht van Borg, den Kurs des Krieges durch geschicktes Taktieren mit beiden Kriegsparteien zu seinen Gunsten zu lenken.

- Georg von Damon – General und Kopf der gallischen Zentralarmee. Ein Adliger, der seine Position durch den Einfluss seiner Familie erhielt. Er ist ein unhöflicher und unausstehlicher Mann, der die Miliz als wertlosen Abschaum sieht. Aufgrund seiner Unerfahrenheit im Kampf fiel halb Gallien unter die Kontrolle des Imperiums und er schäumte vor Wut, als ausgerechnet die Miliz das Blatt zu Gunsten Galliens wendete. Damons Wut zentriert sich später primär auf Squad 7, die er zu gefährlichen Missionen befiehlt, um sie als Kanonenfutter zu missbrauchen, damit seine eigene Truppe nur noch zu Front marschieren muss und den Ruhm einstreichen kann. Er stirbt, zusammen mit dem Großteil der gallischen Armee, in der Schlacht um das Hauptquartier der imperialen Besatzungsmacht in Gallien.

Der Feind
- Maximilian – Der ambitionierte 20-Jährige mit dem klugen Verstand ist zweite Kronprinz des Imperiums und der oberste Befehlshaber der imperialen Besatzungsmacht in Gallien. Seine Strategien drehen sich um die Nutzung von massiven Streitmächten, mächtige Waffen wie riesige Landschlachtschiffe und Selvarias Valkyria Fähigkeiten um den Widerstand Galliens zu brechen. Diese will er dann auch gebrauchen um das Imperium selbst zu unterwerfen. Direkt unter ihm stehen die „Drei Sterne“, seine handverlesenen Generäle.

- Selvaria Bles – Eine stolze, adlige und distanzierte Frau, die mit ihren 22 Jahren Maximilian mit absoluter Loyalität, als Teil der „Drei Sterne“, dient. Das Blut der legendären Valkyria fließt durch ihre Venen und verleiht ihr im Kampf übermenschliche Kräfte, mit denen sie ein spezielles Ragnitspeer und Schild nutzen kann. In ihrer Kindheit wurde sie in einer imperialen Forschungsanlage festgehalten und als Testobjekt benutzt, bis Maximilian sie rettete. Sie opfert sich in der Schlacht um das Hauptquartier der imperialen Besatzungsmacht in Gallien, da sie glaubt durch ihre Niederlage gegen Alicia keinen Wert mehr für Maximilian zu haben. Sie erzeugt mit ihren Kräften eine riesige Explosion die sowohl das Hauptquartier und einen Teil der imperialen Armee vernichtet, als auch den Großteil der gallischen Streitkräfte und scheinbar auch Alicia.

- Berthold Gregor – Mit 51 Jahren der Älteste der „Drei Sterne“ ist Berthold überlegt aber trotzdem grausam. Selbst unter Imperialen ist er, aufgrund seiner Vorliebe für Folter, gefürchtet. Er führt ein Darcsen Arbeitslager in der eingenommenen Minenstadt ’’Fouzen’’ und zwingt dort Menschen, unter unmenschlichen Bedingungen zu leben und zu arbeiten. Er kommt in der Schlacht um Fouzen ums Leben, als er samt Artilleriezug hinab stürzt.

- Radi Jaeger – Als einer von Maximilians “Drei Sterne” Generälen, ist der 36-jährige Radi ein echter Spaßvogel, der die Gewichtung in Kampf auf Ritterlichkeit legt und solche respektiert die das ebenfalls tun. Jaeger kämpft nicht für das Imperium, sondern um seinem eigenen Land zur Unabhängigkeit zu verhelfen. Er kommandiert, als Anführer der imperialen Eliteeinheit, einen individualisierten Panzer namens ’’Lupus’’. Er wird in der Schlacht von Randgriz von Maximilian erschossen, da er ihm den Gehorsam verweigerte, nach dem er vom Tod Karl Oswalds gehört hatte.

- Karl Oswald – Ist der Assistent von Salveria und bekommt vom Imperium die spezielle Aufgabe diese von Maximilian fernzuhalten.

Regelmäßig schreibt Karl Briefe an seine Mutter, in denen er seine Erlebnisse schildert und die vermutlich ganz froh darum ist, dass es bei ihm nun wesentlich ruhiger zugeht. Jedoch weiß er zu diesem Zeitpunkt noch nicht, in welche Gefahr er sich begeben hat, als er den speziellen Auftrag des Imperiums annahm. Er wird von Maximilian selbst als "Verräter" erschossen, da er sich ihm in den Weg stellte und auf Selvarias Opfer aufmerksam machte.

## Entwicklung
Die kreativen Köpfe hinter Valkyria Chronicles waren größtenteils Mitarbeiter, die auch in die Sakura-Wars-Serie involviert waren, zudem der Produzent Ryutaro Nonaka und der Director Shuntaro Tanaka. Zusammen wollten sie ein Spiel kreieren, das Facetten ihrer vorherigen Arbeiten in sich vereint: die strategischen Elemente von Sakura Wars, die Third Person-Actionelemente des PlayStation-2-Titels Nightshade (2004) und der Einfluss von Tanakas Rollenspiel Skies of Arcadia. Ursprünglich unter dem Arbeitstitel Gallian Panzers, konzentrierte sich das Team darauf, die Strategie- und Action-Anteile des Spiels gleichwertig zu behandeln. Im Kontrast zu der üblich beständigen Spielgeschwindigkeit von anderen rundenbasierten Strategietiteln, erreicht das Blitz-Kampfsystem eine angespannte Atmosphäre beim Spieler. Dies wurde forciert, indem Feinden gestattet wurde, sich auch, während der Spieler angreift, zu verteidigen und umgekehrt.
Das Team entschied sich dazu, das Spiel durch die CANVAS-Grafikengine zu visualisieren und hoffte dadurch auch, Spieler zu erreichen, die auf einen realistischeren Rahmen Wert legen. Die Nutzung warmer Farbtöne sollte, wie Nonaka es ausdrückte, die „groteske, realistische Natur von Krieg“ in den Hintergrund rücken und den Fokus auf die Charaktere und Handlung lenken. Die Charaktere wurden von Raita Honjou geschaffen. Leitmotiv der Kleidung war der Zweite Weltkrieg. Raita erstellte erst Konzepte und Illustrationen von Alicia und Welkin und nutzte diese dann als Basis für weitere gallische Rollen. Der Einfluss des Zweiten Weltkriegs ist auch im Design der Imperialen zu entdecken. Bestes Beispiel ist Gregor, dessen Uniform auf der eines deutschen Offiziers zu dieser Zeit basiert.
Die Musik wurde komponiert durch Hitoshi Sakimoto und nahm insgesamt acht Monate in Anspruch.

## Fortsetzungen

### Valkyria Chronicles 2
Valkyria Chronicles 2 erschien am 21. Januar 2010 exklusiv für die PlayStation Portable in Japan. In Deutschland erschien Teil 2 der Saga am 3. September 2010. Die Handlung spielt zwei Jahre nach der des ersten Teils und dreht sich um Kadetten der königlichen Militärakademie die einen Aufstand im Süden Gallias niederschlagen müssen. Das Kampfsystem und Grundprinzip des Vorgängers wurde größtenteils übernommen.

### Valkyria Chronicles 3
Am 27. Januar 2011 wurde der dritte Valkyria-Chronicles-Teil für die PlayStation Portable in Japan veröffentlicht. Wie auch schon der erste Teil spielt die Geschichte 1935 und ebenfalls in Gallia, bietet aber eine komplett neue Hintergrundgeschichte. Held der Geschichte ist Kurt Irving, ein Mitglied des Gallian Army Squad 422.
Eine für den 23. November 2011 (Japan) angekündigte Extra-Edition von Valkyria Chronicles 3 soll u. a. drei neue Episoden und implementierte Download-Pakete beinhalten.
Da die Verkaufszahlen der PSP-Spiele nicht den Erwartungen entsprachen wurde keine Übersetzung aus dem Japanischen in andere Sprachen vorgenommen. Jedoch wurde im Januar 2014 eine Fan-Übersetzung in das englische in Form eines Fan-Patches für Valkyria Chronicles 3 verfügbar.

### Valkyria Revolution
Valkyria Revolution ist kein direkter Nachfolger zu Valkyria Chronicles, sondern ein Ableger der Serie und wurde im Januar 2017 in Japan für die PlayStation 4 veröffentlicht. Im Juni 2017 erschien das Spiel auch in Nordamerika und Europa für PlayStation 4 und Xbox One. Valkyria Revolution ersetzt das rundenbasierte Kampfsystem von Valkyria Chronicles durch Echtzeitkämpfe. Das Action-Rollenspiel erhielt mittelmäßige Wertungen und wurde stark für die Vereinfachung des Spielprinzips kritisiert. Gelobt wurden hingegen die gelungene Geschichte und die Grafik. Der Metascore des von Media.Vision entwickelten Ablegers beträgt 59 von 100 möglichen Punkten. In Europa ist Valkyria Revolution nur in der englischen Fassung mit englischer und japanischer Sprachausgabe erhältlich.

## Adaptionen

### Anime
Die von Aniplex produzierte und A-1 Pictures animierte Serie Senjō no Valkyria ist eine lose Adaption des Spiels. Die Regie führt Yasutaka Yamamoto und das Skript stammt von Michiko Yokote. Ausgestrahlt wurden die 26 Folgen erstmals vom 5. April bis 27. September 2009 nach Mitternacht (und damit am vorigen Fernsehtag) auf Chiba TV, sowie mit bis zu einer Woche Versatz auch auf TV Kanagawa, MBS, Tokyo MX, TV Saitama, TVQ Kyūshū, CBC, TV Hokkaidō, BS11 und Animax.
| Rolle            | Japanischer Sprecher (Seiyū) |
| ---------------- | ---------------------------- |
| Alicia Melchiott | Marina Inoue                 |
| Welkin Gunther   | Susumu Chiba                 |
| Isara Gunther    | Hōko Kuwashima               |
| Faldio Landzaat  | Takahiro Sakurai             |
| Rosie            | Junko Minagawa               |
| Largo Potter     | Kenji Nomura                 |
| Maximilian       | Jun Fukuyama                 |
| Selvaria         | Sayaka Ōhara                 |

Im Anime sind u. a. auch Hikaru Midorikawa, Akio Ōtsuka und Chikao Ōtsuka in Nebenrollen zu hören.

### Manga
Auf dem Spiel basieren zwei Mangaserien, Senjō no Valkyria und Senjō no Valkyria -wish your smile-, die seit 2008 veröffentlicht werden.
Senjō no Valkyria -wish your smile- handelt von den Abenteuern von zwei komplett neuen Charakteren im Valkyria-Universum: Mintz ist Waise und Mechaniker und Julius Klose ist Scharfschütze. Beide sind Mitglieder der gallischen Miliz.